# Allan McLeod Cormack
Allan McLeod Cormack (23. února 1924 – 7. května 1998) byl jihoafricko-americký fyzik, společně s Godfreyem N. Hounsfieldem nositel Nobelovy ceny za fyziologii a lékařství za rok 1979. Cenu získali za vytvoření rentgenové výpočetní tomografie.
Cormack vystudoval Univerzitu v Kapském Městě, po dosažení magisterského stupně roku 1945 působil několik let v Cambridge, kde poznal i svou budoucí ženu, Američanku Barbaru Seaveyovou. Roku 1956 se pár přestěhoval do USA, kde se Cormack stal profesorem na Tuftsově univerzitě a roku 1966 získal občanství. Práci na fyzikálních základech tomografie zahájil ještě v Jižní Africe roku 1956 a své závěry publikoval ve dvou článcích v časopise Journal of Applied Physics v letech 1963 a 1964. Články zprvu nevzbudily větší pozornost, dokud na jejich základě roku 1971 Godfrey N. Hounsfield a jeho tým nepostavili první funkční tomograf.